# Задворье (Архангельская область)
Задворье — деревня в Холмогорском районе Архангельской области.

## География
Находится в центральной части Архангельской области на расстоянии приблизительно 1 км на юг по прямой от села Емецк на правобережье реки Емца у ее старицы.

## История
В 1859 году здесь (тогда деревня Холмогорского уезда Архангельской губернии) было учтено 17 дворов. До 2015 года входила в Зачачьевское сельское поселение, с 2015 по 2022 в Емецкое сельское поселение до его упразднения.

## Население
Численность населения: 110 человек (1859 год), 24 (русские 100 %) в 2002 году, 25 в 2019.